# Фигуровский, Николай Александрович
Никола́й Алекса́ндрович Фигуро́вский (24 ноября 1901, Солигалич, Костромская губерния — 5 августа 1986, Москва) — советский химик и историк науки, в течение 40 лет был профессором химического факультета МГУ, заведовал кафедрой истории химии. Автор публикаций по развитию химии в России, а также биографий известных химиков.

## Биография
Николай Александрович Фигуровский родился в семье потомственного церковнослужителя 24 ноября 1901 года в городе Солигалич, Костромская губерния. После завершения обучения в местном духовном училище, в 1915 году он поступил в духовную семинарию в Костроме, но его учеба была прервана в 1917 году из-за революционных событий.
После успешной сдачи экзаменов в Костроме в 1919 году, Николай Фигуровский продолжил образование, поступив на электромеханическое отделение Костромского техникума, известного как Механико-химическое училище имени Ф.В. Чижова. Однако в марте 1920 года он был призван в армию и направлен на Военно-химические курсы комсостава РККА в Москве, которые он завершил в октябре 1921 года.
Во время службы в армии, Фигуровский не прекратил свои учебные стремления, поступив 1 декабря 1921 года на электромеханическое отделение Костромского практического политехнического института. Однако в 1923 году его перевели во Владимир, а затем в Москву, где он обучался Высшей военно-химической школе комсостава РККА.
В конце 1924 года, Фигуровский, занимавший должность начальника химической службы 17-й сводной дивизии, переехал в Нижний Новгород и поступил в Нижегородский университет. Там же он опубликовал свои первые работы по военно-химической тематике в различных газетах.
Поступление в Нижегородский университет стало для Фигуровского поворотным моментом в его карьере. Он стал пытаться уволиться из армии, что ему удалось только в конце 1927 года под условием специализации в области военной химии. После увольнения из армии Фигуровский преподавал курсы по химии и технологии отравляющих веществ и средств противохимической защиты на химическом факультете и других факультетах.
В конце 1929 года, будучи еще студентом, Фигуровский начал преподавать общую химию в Нижегородском университете, а позднее - курсы физической и коллоидной химии. В январе 1931 года он защитил диплом по специальности "лесохимия" и был зачислен в аспирантуру кафедры физической и коллоидной химии. В своих мемуарах Фигуровский вспоминает, что ему приходилось читать до 10-12 часов лекций ежедневно, параллельно занимаясь аспирантской работой на тему "Капиллярные свойства активных углей". Его кандидатская диссертация была защищена 8 мая 1934 года, став первой публичной защитой в городе.
В 1935 году Николай Александрович Фигуровский получил приглашение продолжить свою ученую карьеру в Москве, где он поступил в докторантуру  Академии наук СССР. С января 1936 года он начал работать в Коллоидо-электрохимическом институте в отделе физико-химии дисперсных систем и поверхностных явлений под руководством известного ученого  П. А. Ребиндера. Фигуровский сосредоточил свои исследования на физико-химическом взаимодействии жидкостей с твердой поверхностью в пористых телах, продолжая тему своей кандидатской диссертации.
В институте он также активно занимался седиментометрическим анализом, начатым им ранее в Горьком. Применение весового анализа в этой области привело к созданию знаменитого «седиментометра Фигуровского», что стало основой для его докторской диссертации по коллоидной химии. В своих мемуарах Фигуровский упоминает о приглашении прочитать лекцию о седиментометрическом анализе в Университете имени Зелинского, которая была позже опубликована и стала его первой книгой, служившей на протяжении десяти лет практическим пособием в научных и промышленных лабораториях.
Параллельно с научными исследованиями в Коллоидо-электрохимическом институте, Фигуровский преподавал химию в различных учебных заведениях и консультировал промышленные предприятия и научные институты. К осени 1940 года он завершил объемный труд под названием «Седиментометрический анализ и его применение», защитив докторскую диссертацию 2 ноября того же года.
Во время докторантуры у Фигуровского проявился интерес к истории науки, возможно, под влиянием лекций и семинаров по философии и истории химии в Академии наук, ведущихся Б.М. Кедровым. Одним из его заданий стал перевод статьи Дж. Дальтона с немецкого языка, который был настолько успешным, что позднее был опубликован в сборнике. Важным фактором стало и личное знакомство с Н.Д. Зелинским, ветераном науки. Это общение, а также профессиональные знания о процессе адсорбции активированным углем, вдохновили Фигуровского на написание работы «Очерк развития русского противогаза во время империалистической войны 1914–1918 гг.», которая была опубликована в 1942 году, открывая новую страницу в его научной карьере.
В 1940-1941 гг. преподавал в Московском химико-технологическом институте им. Д. И. Менделеева.
В декабре 1941 года, Николай Александрович Фигуровский отправился на фронт, проходил службу на Сталинградском и 4-м Украинском фронтах в качестве начальника химической службы. Он принимал участие в Сталинградской битве, был ранен и контужен в мае 1943 года и в 1944 году был отозван из армии по распоряжению Уполномоченного ГКО С. В. Кафтанова. В марте 1945 года Фигуровский вернулся к научной деятельности, приняв должность профессора кафедры коллоидной химии Московского университета, возглавляемой П.А. Ребиндером.
В начале 1946 года С.В. Кафтанов, возглавлявший Министерство высшего образования, назначил Фигуровского на должность начальника Главного управления университетов. На этой должности Фигуровский инициировал отмену заочного образования на естественных факультетах, аргументируя это необходимостью качественной лабораторной практики для естественников. Несмотря на протесты, его решение осталось в силе, приведя к закрытию заочных отделений не только в Московском университете, но и в других вузах страны.
Под его руководством были разработаны новые учебные планы и программы, включая курсы по истории естественных наук. Фигуровский, уже увлеченный историей химии, активно участвовал в организации совещаний по истории естествознания и был членом Комиссии по истории химии. В 1947 году он представил проект программы по истории химии и начал преподавать этот курс на химическом факультете МГУ.
В 1948 году были созданы кафедры по истории отдельных естественных наук, включая химию, физику, биологию и другие. Фигуровский стал заведующим кафедрой истории химических наук с января 1949 года. Курс, который он преподавал, включал 72 часа лекций на дневном и 36 часов на вечернем отделениях и завершался экзаменом. 
В начале 1950-х годов деятельность кафедры истории химии Московского университета значительно активизировалась, особенно в преддверии празднования 200-летия университета. В этот период кафедра сосредоточилась на двух ключевых научно-исследовательских направлениях: истории Московского университета и истории химии в нем.
После юбилея Московского университета кафедры истории естественных наук были преобразованы в кабинеты, в том числе и Кабинет истории химии (КИХ) с 1955 года. В этот период курс истории химии был сокращен до 32 часов, а экзамен заменен зачетом. Однако значимость истории науки и ее изучение продолжали подчеркиваться руководством университета. К 1963 году Кабинет истории химии стал частью кафедры физической химии.
Имя Николая Александровича Фигуровского было широко известно в международном сообществе историков науки. Он неоднократно представлял советскую историю химии на международных конференциях, был членом множества зарубежных научных организаций и академий. Его работа привлекла внимание иностранных специалистов, которые приезжали в университет на стажировку.
В 1956 Николай Фигуровский вместе с Василием Зубовым участвовал в работе VIII Международного конгресса по истории науки в Италии. В январе 1957 учреждено Национальное объединение советских историков науки и техники (Фигуровский избран председателем). Фигуровский основал научную школу историков химии, под его руководством было выполнено множество научных работ, а его ученики продолжили его дело. Важность истории химии в современном образовании и исследованиях трудно переоценить, она играет ключевую роль в формировании профессионального мировоззрения химиков-исследователей и в развитии науки в целом.
Зам. директора (1948—1956), директор (1956—1962) Института истории естествознания и техники АН СССР. Входил в состав редколлегии серии «Научно-биографическая литература» в издательстве «Наука».
Похоронен на Ваганьковском кладбище.

## Научные достижения
Научная карьера Фигуровского была тесно связана с развитием химии и истории науки в Советском Союзе. Он стал одним из ведущих учёных в этих областях, сделав значительный вклад в их развитие.
Фигуровский создал седиментометрические весы, которые представляли собой простую, но точную и универсальную конструкцию для измерения седиментации. Этот прибор был важным шагом вперед по сравнению с существующими техниками того времени.
В его диссертации была развита количественная теория  седиментационного анализа, которая до сих пор остается необходимой базой для определения интегрального и дифференциального распределения частиц по размерам.
Методы Фигуровского нашли применение в медицине (например, анализ крови на скорость оседания эритроцитов), в технологических процессах (например, очистка воды), а также в исследовании устойчивости  коллоидных систем.
Фигуровский написал важную работу о развитии коллоидной химии в СССР, которая была опубликована в коллективной монографии и вошла в "Избранные труды" П.А. Ребиндера. В своих исследованиях Фигуровский тщательно анализировал истоки возникновения коллоидной химии в России, подчеркивая важность работ российских ученых в этой области.
В послевоенные годы Фигуровский активно занимался изучением развития химии в Древней Руси. Его глубокие знания в области истории и владение древними языками позволили ему квалифицированно исследовать древнерусские памятники, такие как летописи, сборники рецептов и травники.
Особое внимание Фигуровский уделял фигуре  А.П. Бородина, не только как композитора, но и как химика. Этот интерес привел к созданию книги о Бородине как о химике, которая получила поддержку и одобрение в научном сообществе. Он также участвовал в написании биографий таких знаменитых химиков, как  Николай Зинин и  Сванте Аррениус. Его работы отличались глубоким анализом и вниманием к деталям, что сделало их важным вкладом в историю химии. Кроме того, Фигуровский внес значительный вклад в изучение научного наследия Д.И. Менделеева.
Н. А. Фигуровский принял участие в подготовке к изданию фундаментального трехтомника "История естествознания в России", вышедшего в 1957–1962 годах. Этот труд был направлен на демонстрацию того, что развитие науки в России является неотъемлемой частью общей истории страны и культуры народов России.
В 1969 г. вышла его книга «Очерк общей истории химии. От древнейших времен до начала XIX в.»- исторический обзор развития химии от зарождения в глубокой древности до начала XIX века.
Фигуровский будучи профессором химфака МГУ почти 40 лет (1947-1985) читал свой оригинальный курс по истории и методологии химии, стараясь привить любовь к этой науке у студентов. Итог многогранной преподавательской и научной деятельности Фигуровского в МГУ и ИИЕТ РАН– это большое число монографий и учебников по истории химии, научно-биографические исследования, многочисленные статьи, десятки учеников, впоследствии ставших кандидатами и докторами наук.

## Награды и звания
Николай Фигуровский был удостоен многих наград и признаний за свой вклад в науку. Его работа получила признание не только в СССР, но и за рубежом, что свидетельствует о международном значении его научных достижений.
- Заслуженный деятель науки и техники РСФСР (1973).
- Орден Трудового Красного Знамени (1953), Медаль «За оборону Сталинграда», Медаль «За оборону Москвы», медаль «За оборону Ленинграда», Медаль «За боевые заслуги» (1944).
- Член международной академии по истории науки в Париже, Германской академии естествоиспытателей «Леопольдина», основанной в 1652 г.

Автор мемуаров: Я помню: автобиографические записки и воспоминания. Николай Александрович Фигуровский. Янус-К, 2009 — Всего страниц: 603.

## Избранные публикации
- Фигуровский Н. А. Очерк развития русского противогаза во время империалистической войны 1914—1918 гг.. — М.; Л.: Изд-во АН СССР, 1942. — 97 с.
- Фигуровский Н. А. Древнерусская химическая терминология // Труды совещания по истории естествознания Института истории естествознания и АН СССР. — 1946. — С. 24—26.
- Фигуровский Н. А. Задачи советских историков химии в борьбе с раболепием перед западной наукой // Тр. ин-та ист. естествозн. СССР. — 1949. — 3. — С. 28-44.
- Фигуровский Н. А. Очерк возникновения и развития угольного противогаза Н. Д. Зелинского / Под ред. и с предисл. акад. М. М. Дубинина; АН СССР. Ин-т истории естествознания. — М.: Изд-во АН СССР, 1952. — 201 с.
- Фигуровский Н. А. Замечательное русское изобретение: (к 40-летию изобретения угольного противогаза Н. Д. Зелинского): 1915—1955 / АН СССР. — М.: Изд-во АН СССР, 1956. — 56 с. — (Научно-популярная серия). — 15 000 экз.
- Фигуровский Н. А., Соловьёв Ю. И. Алексей Иванович Ходнев // Труды Института истории естествознания и техники 2. — 1954.
- Соловьёв Ю. И., Фигуровский Н. А. Сванте Аррениус: (Жизнь и деятельность шведского химика). 1859—1959 / АН СССР. Ин-т истории естествознания и техники. — М.: Изд-во АН СССР, 1959. — 180 с.
- Фигуровский Н. А. Дмитрий Иванович Менделеев, 1834—1907. — М.: Изд-во АН СССР, 1961. — 314 с. — (Научно-биографическая серия / АН СССР). — 3500 экз.
- Фигуровский Н. А. Очерк общей истории химии: От древнейших времен до начала XIX в. — М.: Наука, 1969. — 456 с.
- Фигуровский Н. А. Открытие элементов и происхождение их названий / АН СССР. — М.: Наука, 1970. — 208 с. — (Научно-популярная серия).
- Фигуровский Н. А. История химии: Учебное пособие для студентов педагогических институтов по химическим и биологическим специальностям. — М.: Просвещение, 1983. — 312 с.
- Ушакова Н. Н., Фигуровский Н. А. Василий Михайлович Севергин: (1765—1826) / Послесл. И. И. Шафрановского. — М.: Наука, 1981. — 160, [1] с. — (Научно-биографическая серия). — 13 800 экз.
- Фигуровский Н. А. Дмитрий Иванович Менделеев: (1834—1907). — М.: Наука, 1983. — 288 с. — (Научно-биографическая серия).
- Фигуровский Н. А. Я помню: автобиографические записки и воспоминания. М.: Янус-К, 2009. — 604 с. — ISBN 978-5-8037-0441-6.